# Borough
Als Borough oder Burgh (britisches Englisch [ˈbʌrə], amerikanisches Englisch [ˈbʌrəʊ], deutsch ‚Gemeinde‘, ‚Bezirk‘) bezeichnet man eine Verwaltungseinheit in verschiedenen englischsprachigen Staaten.
Das Konzept der Einteilung des Staatsgebiets in Boroughs stammt ursprünglich aus England. Der Begriff Borough kommt von dem Wort burh, das in der altenglischen Sprache ‚befestigter Ort‘ bedeutet (vgl. Burg).
Der durch das Borough verliehene Status spiegelt sich vor allem in Südengland häufig in der Endung bury in Ortsnamen wider; in den Midlands in der Endung borough. In Schottland und in Nordengland wurde stattdessen die Bezeichnung burgh verwendet.
Die Endung bury findet sich auch in den US-amerikanischen Neuengland-Bundesstaaten; im Süden und Westen der Vereinigten Staaten ist demgegenüber die Endung burg verbreitet. Gebräuchlich ist auch die Endung brough (ausgesprochen [bɹə]).

## Vereinigtes Königreich

### Geschichte
Boroughs wurden ursprünglich im Laufe des Mittelalters durch die englische Krone gebildet, um einer Siedlung Selbstverwaltung und damit eigene Rechte gegenüber dem lokalen Grundherren zu verschaffen. Der Status des Boroughs wurde einer Siedlung durch eine königliche Urkunde (Royal Charter) erteilt. Die Boroughs wurden typischerweise von ein Selbstverwaltungsgremium (Corporation) verwaltet, die ihre Mitglieder durch Kooptation selbst bestimmte. Seltener wurden Boroughs von einer Einzelperson, einem sogenannten Bailiff, verwaltet.
Ab 1265 wurden zwei Bürger (burgesses) aus jedem Borough zusammen mit zwei Rittern (Knights of the Shire) aus jedem County in das englische Parlament berufen. So wurden aus den alten Boroughs parlamentarische Wahlkreise (Parliamentary Boroughs) abgeleitet. Die Repräsentation im House of Commons des englischen und ab 1707 des britischen Parlaments wurde vom House of Commons selbst beschlossen, was im Laufe der Zeit dazu führte, dass in einigen kleinen Siedlungen zum Zweck der parlamentarischen Repräsentation ein parlamentarischer Wahlkreis eingerichtet wurde, obwohl sie kein durch königliche Urkunde geschaffenes „altes Borough“ (Ancient Borough) waren und bislang kein entsprechend geregeltes Selbstverwaltungsgremium besaßen.
Mit dem Reform Act 1832 verloren viele Boroughs, die inzwischen hinsichtlich ihrer nur noch geringen Bevölkerungszahl bzw. nur noch geringen Anzahl von Wahlberechtigten als überrepräsentiert galten (sogenannte Rotten Boroughs bzw. Pocket Boroughs), ihre Vertretung im Parlament. Die Debatte um die Reform zeigte, dass es einen regelrechten Wildwuchs kommunaler Selbstverwaltungsgremien mit unterschiedlichsten Strukturen gab. Eine königliche Kommission wurde eingesetzt, und als Folge ihrer Arbeit wurden mit dem Municipal Corporations Act 1835 die Selbstverwaltungsgremien der Boroughs vereinheitlicht. 178 der alten Boroughs wurden in Municipal Boroughs umgewandelt, wobei die Selbstverwaltung-Gremien der Boroughs vereinheitlicht wurden und fortan nach einem Standardwahlrecht auf der Grundlage des lokalen Grundbesitzes gewählt wurden. Die nicht reformierten Boroughs verloren ihren Borough-Status oder wurden später reformiert oder abgeschafft. In einigen neuen Industriestädten wurden nach Inkrafttreten des Gesetzes gemäß seinen Bestimmungen mehrere neue Municipal Boroughs gebildet. Zugleich wurde ein Verfahren eingerichtet, durch das ein Ort beim Parlament eine Petition einreichen konnte, um den Status eines Borough zu erhalten.
Mit dem Local Government Act 1888 wurden die bestehenden Boroughs in zwei verschiedene Typen aufgeteilt: Die County Boroughs erhielten Kompetenzen, die mit denen der Counties vergleichbar war; demgegenüber erhielten die Municipal Boroughs nur die Kompetenzen einer Gemeindeverwaltung. Kleine Orte wurden mit dem Local Government Act 1894 zu Urban Districts gemacht, die anders als die Boroughs nicht das Recht hatten, einen Bürgermeister zu wählen.

### Boroughs heute
Die traditionelle Unterscheidung zwischen Counties und Boroughs wurde 1974 beendet, als die Counties in Distrikte unterteilt wurden. Distrikte mit städtischem Charakter besitzen üblicherweise den Status eines Borough. Siehe auch Liste der Districts in England.
Diese Änderung wurde in den 1990er Jahren zum Teil dadurch wieder rückgängig gemacht, dass einigen Distrikten der Status einer Unitary Authority verliehen wurde, die die gleichen Kompetenzen besitzt wie ein County. Unitary Authoritys mit städtischem Charakter besitzen alle den Status eines Borough.
Heute werden die Boroughs in Metropolitan Boroughs (großstädtische Bezirke) und Non-metropolitan Boroughs (Distrikte oder Unitary Authorities) unterteilt. Die Stadtbezirke von Greater London sind, mit Ausnahme der City of London, London Boroughs.

## Vereinigte Staaten
Bei den Stadtbezirken von New York City handelt es sich um Boroughs. Sie sind zugleich Countys des Bundesstaates New York:
- The Bronx (Bronx County)
- Brooklyn (Kings County)
- Manhattan (New York County)
- Queens (Queens County)
- Staten Island (Richmond County)

Der US-amerikanische Bundesstaat Alaska ist ebenfalls in Boroughs unterteilt; sie entsprechen den Countys in den anderen Bundesstaaten. Allerdings gehören weite Teile von Alaska zu keinem Borough; zu statistischen Zwecken wurden hier census areas gebildet, siehe Liste der Boroughs und Census Areas in Alaska.
Eine selbstverwaltete Stadt (City) wird in einigen US-amerikanischen Bundesstaaten, so  Pennsylvania oder New Jersey, borough genannt, gelegentlich auch boro. In einigen Staaten werden mehrere Boroughs zu einem Township vereinigt.

## Kanada
In Québec wird der Ausdruck borough als englische Übersetzung des französischen arrondissement verwendet.

## Neuseeland
In Neuseeland wurde früher der Ausdruck borough [ˈbʌɹə] für selbstverwaltete Städte, die nicht den Status einer City hatten, verwendet.